# هیوستون کرونیکل
هیوستون کرونیکل (انگلیسی: Houston Chronicle) بزرگ‌ترین روزنامه در هیوستون، تگزاس، ایالات متحده است. تا آوریل ۲۰۱۶، این روزنامه پس از نیویورک تایمز و لس آنجلس تایمز سومین روزنامه بزرگ از نظر تیراژ یکشنبه در ایالات متحده است. با خرید سهام مدیریتی سال ۱۹۹۵ از رقیب دیرینه، یعنی هیوستون پست، کرونیکل به روزنامه ثبت‌شده هیوستون تبدیل شد.
هیوستون کرونیکل بزرگ‌ترین روزنامه روزانه است که متعلق به شرکت هرست است؛ یعنی یک شرکت سهامی خاص چندملیتی رسانه‌ای با درآمد ۱۰ میلیارد دلاری. این روزنامه نزدیک به ۲٫۰۰۰ نفر از جمله حدود ۳۰۰ روزنامه‌نگار، سردبیر و عکاس را استخدام می‌کند. کرونیکل دفاتری در واشینگتن، دی.سی. و آستین دارد. گزارش‌ها حاکی از آن است که وبگاه آن به‌طور متوسط ۱۲۵ میلیون بازدید از صفحه در ماه دارد.
هیوستون کرونیکل علاوه بر نسخه چاپی روزانه خود، روزنامهٔ آنلاین Chron.com را دارد که در آن اخبار فوری، آب و هوا، وضعیت ترافیک، فرهنگ پاپ و زندگی شهری را پوشش می‌دهد.